# Eudule orilochia
Eudule orilochia là một loài bướm đêm trong họ Geometridae.